# インディー・スティヴィン
インディー・スティヴィン（チェコ語: Indi Stivín、2001年12月1日 - ）は、チェコのクラシックコントラバス奏者・指揮者・作曲家。多くの国際コンクールで優勝しており 、ソロ楽器としてのコントラバス演奏に注力している。

## 経歴

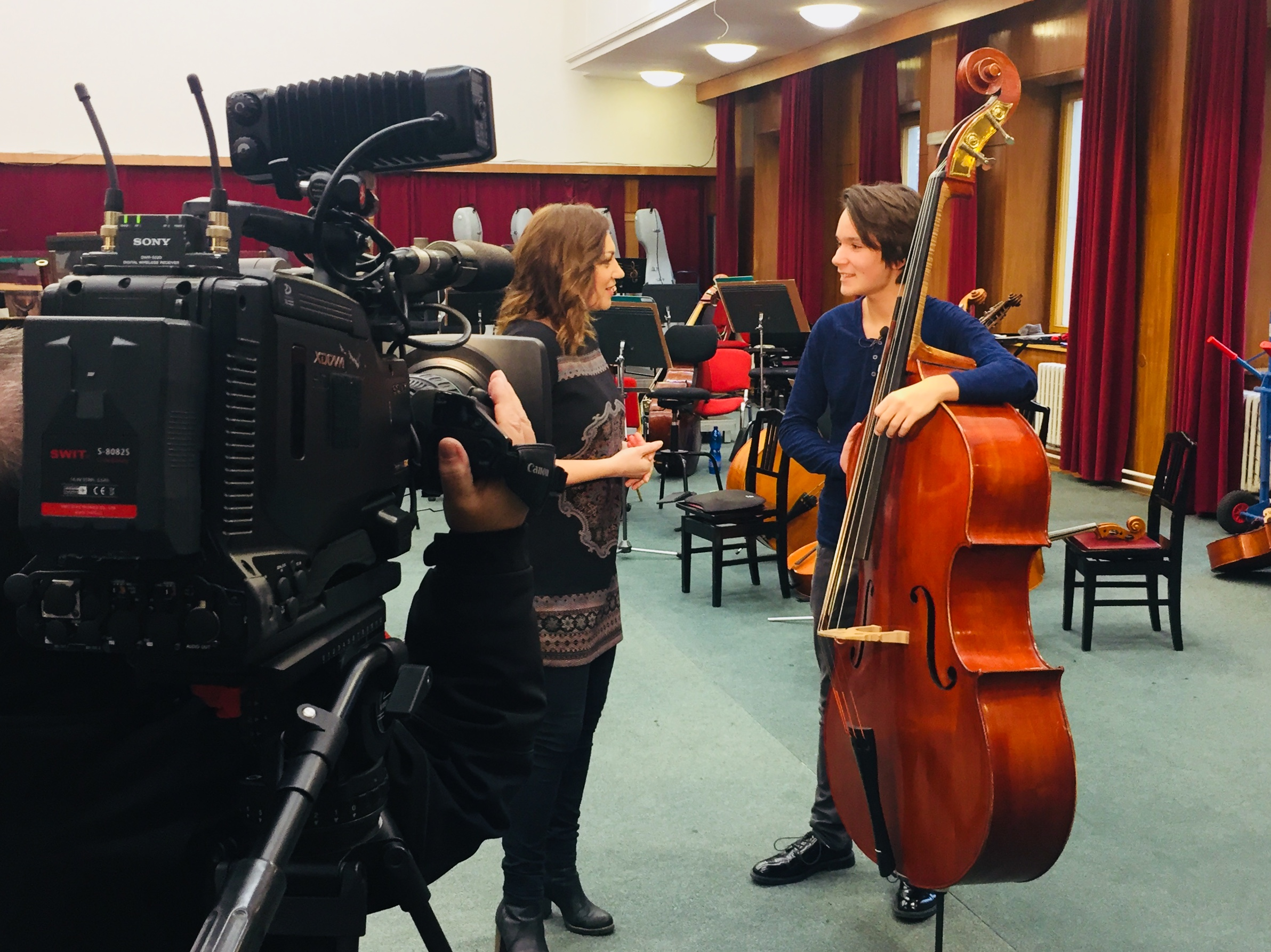
オストラヴァにて

12歳で、協奏曲イ長調のコントラバスと管弦楽のためのドメニコ・ドラゴネッティコンサートでソロデビューを果たす。3年後、ドイツのマルクノイキルヒェン国際器楽コンクールで最年少の受賞者となった。
プラハ国立歌劇場の首席コントラバス奏者ダリボル・トカドルチク、スロバキアのバンスカー・ビストリツァ芸術アカデミーのヤン・クリゴフスキー教授、プラハ芸術アカデミーのイジー・フデツ教授に師事する。バンスカー・ビストリツァで開催された2015年のBassFestでは、ゲーリー・カー氏が彼の講師であった。コントラバスに加え、彼はヴァイオリンも演奏。ヴァイオリンについては、プラハ音楽院でヤロスラフ・フォルティーンのクラスで学ぶ。
活動
2018年にはプラハの春音楽祭でソロリサイタルを行う。　作曲にも力を入れており、コントラバス協奏曲「ボヘミア」の作者でもある。
彼はチェコのクラシック・コントラバス奏者フランティシェク・ポシュタを敬服しており、「フランティシェク・ポシュタへのトリビュート」を作曲し彼に捧げている。
スコットランドのエディンバラで開催されたユーロビジョン・ヤング・ミュージシャンズ2018のファイナリストとして、首席指揮者トーマス・ダウスガードの指揮のもと、 BBCスコティッシュ交響楽団と共に「ボヘミアン組曲」を演奏。アッシャーホールでの最後の演奏はヨーロッパ中に放送された。
また、自身の室内楽団コレギウム・スティヴィヌムを設立している。

## 受賞歴
- 弦楽ソリスト賞（2022年、 オーストリア、ゼメリング）[6]
- ゴットフリート・フォン・アイネム賞（2022年、 オーストリア、ゼメリング）[6]
- ヨーロッパ・ラテン・オーケストラ国際コントラバス・コンクール（2021年、ドイツ、フランクフルト）[7]
- 30歳以下最優秀クラシック音楽作曲家「OSA賞」（2020年、チェコ共和国、プラハ）[8]
- アントン・ルービンシュタイン国際コンクール」入賞（2018年、ドイツ・デュッセルドルフ）[9]
- マルクノイキルヒェン国際器楽コンクール（2017年、ドイツ、マルクノイキルヒェン）[10]
- 南ボヘミア・フィルハーモニックのヤング・ソリスト・コンクール優勝（2017年、チェコ共和国、チェスケ・ブジェヨヴィツェ）
- 国際コンクール「PRO BOHEMIA」で2度優勝（2017年、2015年、チェコ共和国、オストラヴァ）[11]
- ヴィクトル・ディジョン・ド・モンテトン賞 (2016年、スイス、チューリッヒ)[12]
- カール・ディッタース・フォン・ディッタースドルフ国際コントラバスコンクールで4度優勝（2016年、2015年、2014年、2013年、スロバキア、バンスカー・ビストリツァ）[13]
- フランティシェク・シマンドル国際コントラバスコンクールで3度優勝（2016年、2014年、2012年、チェコ共和国、ブラトナ）
- フランチシェク・チェルニー＆ヤン・ガイセル国際コントラバスコンクール優勝（2016年、チェコ共和国、ホリツェ）
- 音楽学校国際コンクール優勝（2014年、チェコ共和国、リベレツ）[14]
- 国際コントラバスコンクール優勝（2013年、ポーランド、ヴロツワフ）[15]